# Corneille van Aarsen (1545-1627)
 (janvier 2021).
Si vous disposez d'ouvrages ou d'articles de référence ou si vous connaissez des sites web de qualité traitant du thème abordé ici, merci de compléter l'article en donnant les références utiles à sa vérifiabilité et en les liant à la section « Notes et références ».
Pour les articles homonymes, voir Corneille van Aarsen.
Corneille van Aarsen, né en 1545 à Anvers et mort le 22 mars 1627 à La Haye, est un homme politique et diplomate.
Il devient pensionnaire de Hollande et greffier des États généraux des Provinces-Unies, place qu'il exerça pendant près de 40 ans. Il a entaché sa mémoire par sa conduite envers Johan van Oldenbarnevelt, dont il devint l'ennemi après avoir longtemps soutenu la même cause.